# Tołkacze
Tołkacze – kolonia wsi Kozłowy Ług w Polsce, położona w województwie podlaskim, w powiecie sokólskim, w gminie Szudziałowo.
W latach 1975–1998 kolonia administracyjnie należała do województwa białostockiego.
W Tołkaczach urodził się rzeźbiarz Wiktor Tołkin (1922-2013). 